# Anastàssievka
Anastàssievka (en rus: Анастасиевка) és un poble del krai de Krasnodar, a Rússia. Es troba als vessants meridionals de l'extrem oest del Caucas occidental, a la vora del Pxenakho, afluent del riu Tuapsé. És a 15 km al nord-est de Tuapsé i a 93 km al sud de Krasnodar.
Pertany al poble de Gueórguievskoie.